# 맷 돌턴

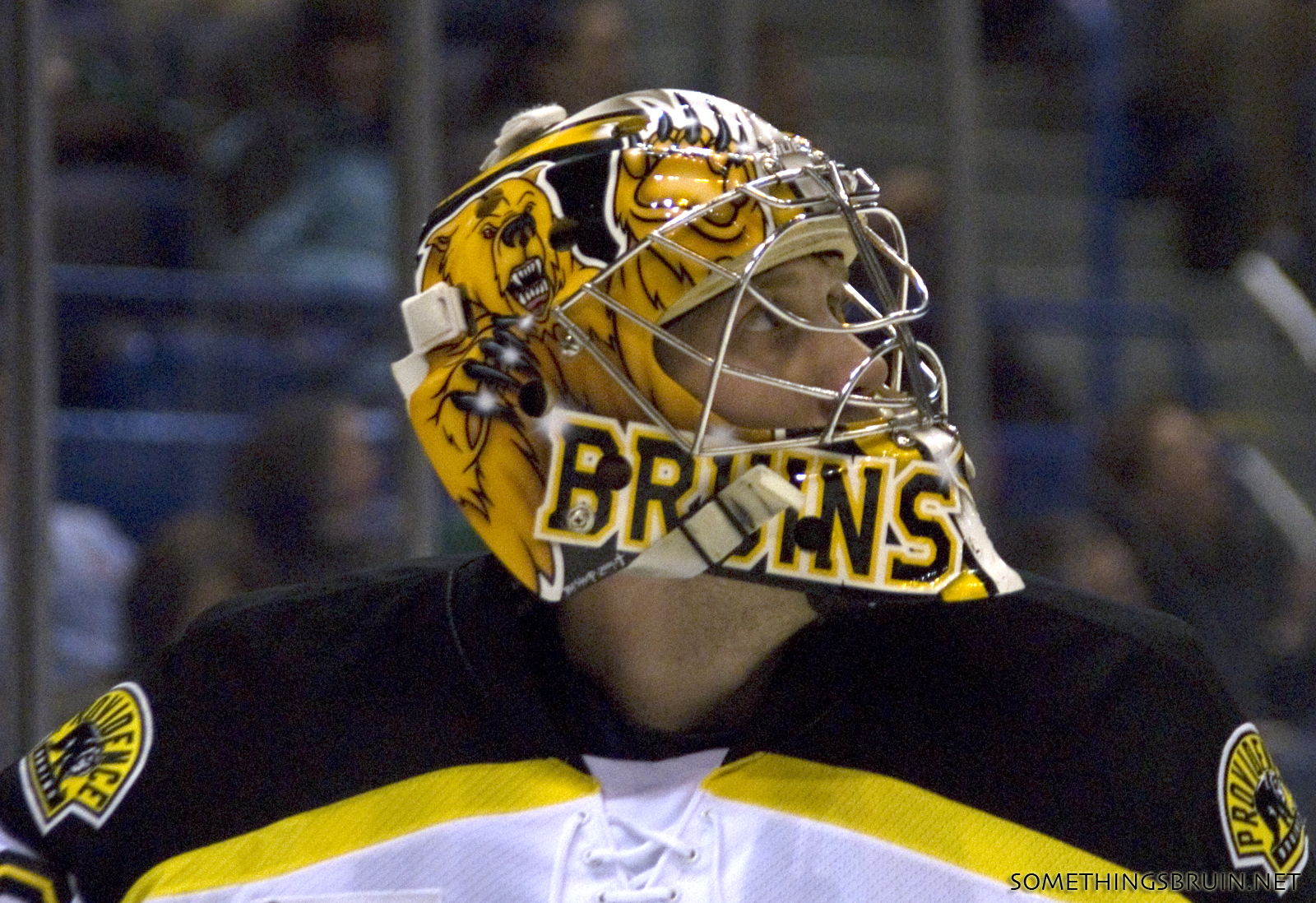
2011년 프로비던스 브루인스 소속 시절의 돌턴.

맷 돌턴(영어: Matt Dalton, 1986년 7월 4일~)은 캐나다 출신의 대한민국의 아이스하키 선수로 포지션은 골텐더이다. 현재 HL 안양 소속으로 활동하고 있다.

## 귀화 이전
그는 캐나다 출생으로 고등학교 1학년 때까지 야구와 아이스하키를 병행했다. 당시 야구에서는 내야수와 포수로 활약하면서 눈과 손의 협응 능력을 키웠다. 2018년인 지금도 시즌이 끝나고 캐나다로 돌아가면 취미로 야구를 한다. 야구로 공을 잡았던게 아이스하키에서 퍽을 잡는 능력에 큰 도움이 되었다고 한다. 북미아이스하키리그(NHL) 보스턴 브루인스를 거쳐 2011년부터 세계 2위 리그인 KHL(러시아대륙간리그)에서 3년간 활약하였다. 이후 2014년 대한민국의 실업팀인 안양 한라에 영입 제의를 받았다. 당시 그의 가족은 대한민국과 조선민주주의인민공화국의 대치 상황에 대한 부분을 걱정하며 그의 대한민국행을 만류했다. 또한 그가 러시아에 남았다면 더 많은 연봉도 받을 수 있는 상황이였다. 하지만 그는 결국 대한민국행을 택했다.

## 귀화 이후
2016년 3월 특별 귀화하였다. 그의 대한민국 이름은 '대한민국의 골문을 막는 철옹성이 되어라'는 의미에서 한라성(漢拏城)으로 지었다. 그는 “돈을 원했다면 러시아에 남았겠지만 나는 평창올림픽에서 한국을 위해 뛰고 싶었다”고 말하기도 했다. 그는 2018년 2월 10일 OAR(러시아 출신 선수들)과의 친선 경기에서 태극기와 이순신의 그림을 넣은 마스크를 착용하려 하며 대한민국에 대한 남다른 애정을 보였다. 하지만 국제올림픽위원회(IOC)가 이순신 그림을 '정치적 표현'으로 규정하며 착용이 불허되었다.
2017년 12월 16일 대한민국 아이스하키 국가대표팀으로 세계 4위 핀란드와 경기 중 상대가 때린 퍽이 달튼의 마스크를 강타하여 이가 깨졌다. 그런데도 그는 코칭스태프에게 뛰겠다는 의사를 전달한 뒤 끝까지 골문을 지켜내며 헌신적인 모습을 보여주었다. 그는 2018년 동계 올림픽 아이스하키 남자에 출전해 눈부신 선방으로 대한민국에서 화재를 모으기도 했다. 예선에서 체코를 상대로 그는 유효슈팅 40개 중 38개를 막아내며 세이브 성공율 95%를 기록하는 등의 활약을 펼친 것이다.
그는 야구에서 고향 온타리오주 클린턴과 가까운 메이저리그의 디트로이트 타이거스와 토론토 블루제이스의 팬이다. 대한민국에서는 한국프로야구 두산 베어스의 팬이며 두산에서 뛰었던 닉 에번스와 친구이기도 하다.

## 소속팀

### 청소년 클럽
- 보즈먼 아이스독스(2005-2006)
- 디모인 버너키어스(2006-2007)
- 베미지 주립 대학교(2007-2009)

### 프로 클럽
- 프로비던스 브루인스(2009-2011)
- 레딩 로열스(2009-2011)
- HC 비탸지(2011-2012)
- HC 넵테히미크 니즈네캄스크(2012-2014)
- 안양 한라(2014-현재)